# High five

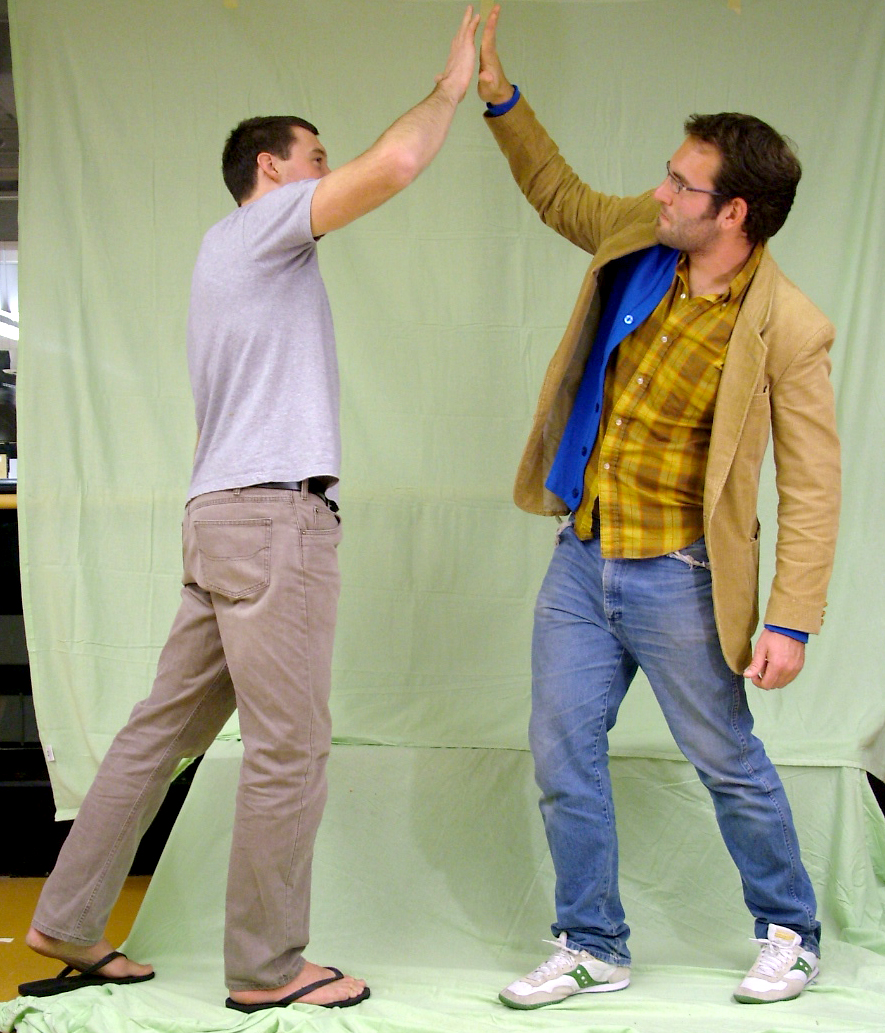
High five!

High five (také plácnutí či placák) je pozdrav spočívající v plesknutí dlaní o sebe.
Při tomto úkonu se využije celá dlaň – pět prstů. Jde o prostý pozdrav, kdy dvě osoby zvednou své paže nad hlavu a plácnou si dlaněmi, přičemž celé gesto trvá necelých pět sekund. Obě osoby tímto pozdravem vyjadřují souhlas a nadšení s danými okolnostmi. Do plácnutí, aby bylo správně provedeno, by měly obě osoby vložit značnou energii a chuť. Pozdrav, který se rozšířil do celého světa, má již svůj svátek – v Americe se slaví 3. čtvrtek v dubnu.[zdroj⁠?!]

## Původ
Vůbec první „placák“ proběhl mezi hráči baseballu Dustynem Bakerem a Glenem Burkem z týmu Los Angeles Dodgers v roce 1977. Za plnoprávného autora se považuje Lamon Sleets, který hrál basketbal za Murray State University. Výraz high five byl nejdříve označován jako číslovka, teprve mezi lety 1980–1981 byl v anglickém Oxfordu uznán za sloveso.[zdroj?] Následně v roce 1980 mistři NCAA (univerzitní basketbalová liga) –  družstvo Louisville Cardinals – předvedli publiku „high five“ při svém běhu za titulem.

## Druhy
Kromě klasického high five lze zmínit dalších pět typů:
- Low five (výskyt během roku 1940.[zdroj?] Gesto pro „dávání kůže“ či „plácání kůže“)

- High ten – někdy známý též jako double high five (provádí se oběma dlaněmi, klasická oslava při sportu s druhou osobou)

- Left Hanging (neopětované gesto, ve společenských kruzích poněkud trapné. Poučné v závislosti na tom, kdo je osoba)

- Too slow (stane se tak, když jeden před kontaktem dlaní uhne se svojí. Druhá osoba už nedokáže zareagovat a jeho ruka jen tak prolétne vzduchem. Dříve se takovému manévru říkalo „too slow, buffalo!“)

- Air five (znamená to, že se dlaně ve skutečnosti nikdy vzájemně nedotknou. Například když jsou obě osoby od sebe vzdálený natolik, aby si mohly plácnout. Občas oba zúčastnění kontakt předstírají)

## Rekordy
6. září 2008 Blake Rodgers z Rhode Island vytvořil Guinnessův světový rekord za „nejvíce high fives během 24 hodin“. Celkem se mu podařilo uskutečnit 3131 kontaktů. Tento rekord pokořil dřívější pokus fanoušků týmu Jersey Shore BlueClaws z 13. srpna 2005, čímž vznikla soutěž „Most High Fives In 24 Hours“.
V lednu 2010 vytvořili Kanaďané Sam Stilson a Craig Morrison rekord za „nejdelší high five“. Rozhodli se, že uběhnou 3,3 km, než se oba setkají v bodě kontaktu. High five proběhl v Torontu, resp. v Yonge Street. Celá akce je zapsaná do Databáze univerzálních rekordů.

## High Five ve světě showbyznysu

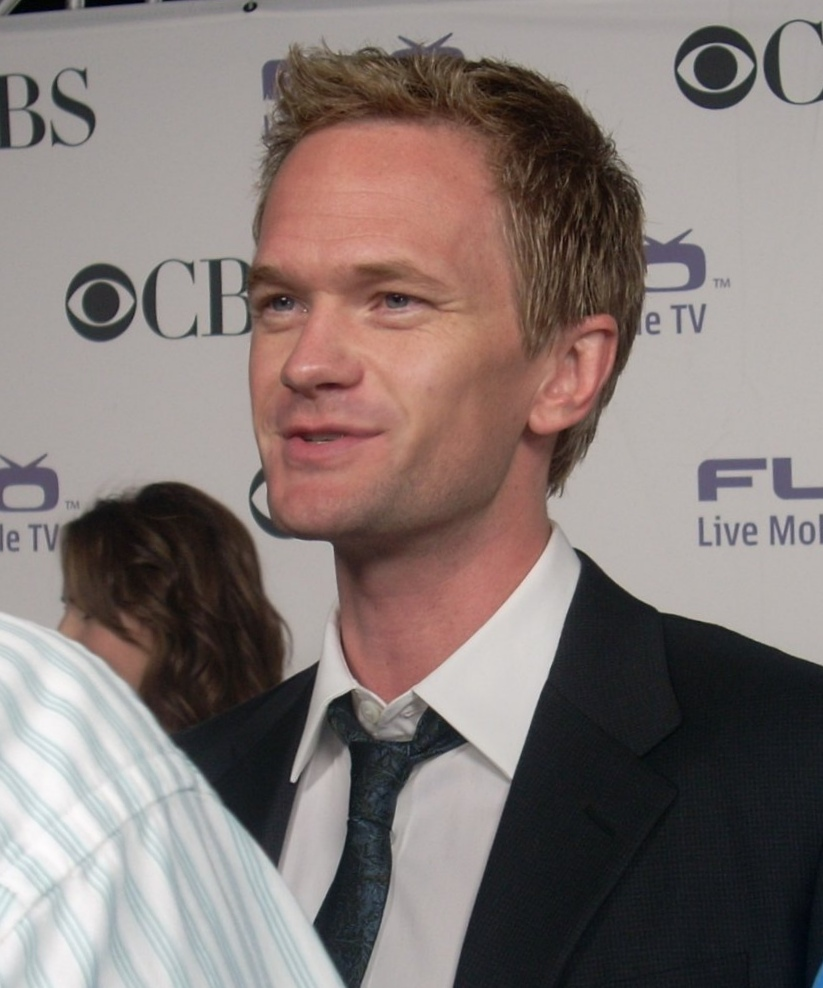
Neil Patrick Harris (2008)

- Barney Stinson: postava, ztvárněná hercem Neilem Patrickem Harrisem, který ve známém seriálu Jak jsem poznal vaši matku hraje svědomitého sukničkáře, který si high five velice oblíbil a dokázal vymyslet další typy, například:
  - Hypothetical high five
  - Phone five
  - Relapse five

- Pink: v roce 2006 Pink nazpívala song „U+Ur hand“, kde se high five objevuje.

- Jay-z: s tímto tématem je spojen song „Empire stand of mind“ z roku 2009

- Family guy: populární seriál podobný Simpsonům, kde se „plácnutí“ objevilo v díle Poznejte Quaqmirovi

- Terminator 2: film z roku 1991 obsahuje scénku, jak John Connor učí T-800 správnému high five